# داریوش پیرنیاکان
داریوش پیرنیاکان (۲۳ فروردین ۱۳۳۴) نوازندهٔ تار و سه‌تار، آهنگساز، دانشیار پردیس هنرهای زیبا و پژوهشگر موسیقی اهل ایران است. او دبیر و سخنگوی هیئت مدیره خانه موسیقی ایران بود و در روز ۳۰ مهر ۱۳۹۲ از سمت خود استعفا داد. وی بعدها در مصاحبه با بی‌بی‌سی فارسی دلیل اقدامش را شرایط فرهنگی در دولت قبل بیان کرد. به گفتهٔ او استعفای وی مورد قبول واقع نشد. او همچنان از اعضای اصلی خانه موسیقی است.

## زندگی
داریوش پیرنیاکان در سال ۱۳۳۴ در شهر گرگر (هادی‌شهر) از توابع شهرستان جلفا در استان آذربایجان شرقی متولد شد. او آموختن تار را از ۱۰ سالگی در شهر تبریز و نزد حسین موحدی و سپس نزد محمد حسن عذاری (از شاگردان علی اکبر خان شهنازی، علی نقی خان وزیری و درویش‌خان) آغاز کرد. پیرنیاکان از سال ۱۳۵۳، در رشتهٔ موسیقی دانشگاه تهران مشغول به تحصیل شد و همزمان فراگیری دوره عالی ردیف موسیقی ایرانی را زیر نظر علی‌اکبر خان شهنازی آغاز کرد. او در دانشکده هنرهای زیبا با داریوش صفوت آشنا شد و از طریق او به مرکز حفظ و اشاعه موسیقی ایرانی راه یافت. در این مرکز با استادانی چون یوسف فروتن، سعید هرمزی و محمود کریمی آشنا شد و از آموزش‌های آنان بهره برد. پیرنیاکان، پس از فارغ‌التحصیلی از دانشگاه تهران، همچنان تا سال ۱۳۶۷ در مرکز حفظ و اشاعه موسیقی به تدریس و کار با گروه‌های موسیقی ادامه داد.
داریوش پیرنیاکان، همکاری خود را با محمدرضا شجریان از سال ۱۳۵۸ آغاز کرد. حاصل این همکاری، کنسرت‌هایی در کشورهای آمریکا، کانادا، انگلستان، فرانسه، سوئیس، سوئد و نروژ و انتشار آلبوم‌های یاد ایام، پیام نسیم، سرو چمان، رسوای دل، آسمان عشق، بهاریه، آرام جان و طریق عشق بود.
پیرنیاکان در سال ۱۳۸۰، گروه موسیقی شهنازی را بنیان گذاشت. او در همان سال نشان درجه یک هنری را از وزارت فرهنگ و ارشاد دریافت کرد. پیرنیاکان استاد دانشگاه تهران، عضو هیئت مدیره خانه موسیقی و سرپرست گروه شهنازی بوده و هم‌اینک در کانون فرهنگی عارف و آموزشگاه چاووش به تدریس تار و سه‌تار مشغول است.
پیرنیاکان در نوازندگی تار از شیوه فاخر علی اکبر شهنازی بهره می‌جوید اما در نوانس، صدادهی و رنگ‌آمیزی صوتی به تجربیاتی نو دست یافته‌است.
او همچنین نت نگاری ردیف آقا حسینقلی را به روایت علی‌اکبر شهنازی و ردیف دوره عالی علی اکبر خان شهنازی را مبتنی بر آموخته‌های مستقیم او انجام داده و مؤسسه فرهنگی هنری ماهور به چاپ رسانیده‌است. مجموعه قطعاتی از ساخته‌های پیرنیاکان نیز با نام جلوه یار و  نازکای اندوه را همین مؤسسه منتشر کرده‌است.

## اتهام سرقت علمی
سال ۱۳۹۰ کتابی با عنوان ردیف دوره عالی علی‌اکبر شهنازی به روایت داریوش پیرنیاکان از طرف مؤسسه فرهنگی هنری ماهور منتشر شد که بحث‌های زیادی را متوجه خود کرد. این بحث‌ها نه تنها از طرف هیئت علمی دانشگاه تهران بلکه از سوی بسیاری از موزیسین‌ها در محافل خصوصی موسیقی مطرح بود و اتهاماتی را مبنی بر سرقت علمی متوجه داریوش پیرنیاکان کرد، البته پیرنیاکان در پاسخ به این اتهامات گفت که تمام این نت‌ها، دست‌نوشته‌های من از کلاس شهنازی است.

## درخواست آزادی پخش صدای زنان
در جشن چهاردهمین سال تأسیس «خانه موسیقی ایران» که شامگاه دوشنبه ۲۲ مهر ۱۳۹۲ در تالار وحدت برگزار شد، داریوش پیرنیاکان خواستار پخش صدای زنانِ خواننده شد. داریوش پیرنیاکان در این آیین و در حضور معاون وزیر ارشاد گفت: «خواست مهم خانه موسیقی آزادی پخش صدای زنان است». پیرنیاکان با اشاره به این نکته که در فقه اسلامی هیچ اثری از «حرام بودن موسیقی» نیافته‌است گفت: «۳۴ سال است که در عرصه موسیقی زمستان است. هنوز موسیقی را این‌جا حرام می‌دانند. هیچ روایتی نیست که نشان دهد موسیقی حرام است و درست نیست که این خیل عظیم جمعیت شنوندگان موسیقی را نادیده بگیریم. از فقها می‌خواهم توضیح دهند در کجای دین موسیقی حرام اعلام شده‌است؟ به علاوه خواستهٔ مهم خانه موسیقی پخش شدن صدای زنان است». وی در سخنرانی خود بی‌پروا از سیاست جمهوری‌اسلامی در قبال موسیقی انتقاد کرد.
به گفته داریوش پیرنیاکان نیمی از هنرمندان موسیقی، زنان هستند که در ایران اجازه خواندن ندارند. وی «اصلاح شیوه ممیزی در حوزه موسیقی»، «صدور مجوزها»، «تأمین سالن اجرای کنسرت» و «نمایش سازها در تلویزیون» را خواسته‌های اهالی موسیقی ایران معرفی کرد.
رسانه‌های نزدیک به حکومت هم به اظهارات پیرنیاکان واکنش نشان دادند و آن‌ها را «حرف‌های منافی اعتقادات و ارزش‌های اسلامی» و «خلاف شرع» خواندند.

## کناره‌گیری از هیئت مدیره خانه موسیقی ایران
داریوش پیرنیاکان هشت روز بعد از طرح مشکل پخش صدای زنان، روز ۳۰ مهر ۱۳۹۲ از سمت خود استعفا داد. او که از بنیان‌گذاران خانه موسیقی است و چند دوره دبیر و سخنگوی این مرکز هنری بود، در رابطه با استعفا از این سمت گفت: «به دلایلی از جمله برای استراحت کناره‌گیری کردم». وی همچنین گفت: «موسیقی باید به رسمیت شناخته شود و فقها باید پاسخ‌گو باشند که چرا می‌گویند موسیقی حرام است؟ دکتر شریعتی هم گفته‌است که در قرآن آیه‌ای دربارهٔ حرام بودن موسیقی وجود ندارد».

## ثبت سازهای ایرانی در یونسکو
داریوش پیرنیاکان «سرپرست تیم تهیه‌کننده و تدوین پرونده ثبت کمانچه در یونسکو» بوداو به همراه جمعی از پژوهشگران، پرونده کمانچه را در تاریخ ۲۱ آبان ۱۳۹۲ تکمیل کرد اما هنوز ثبت نهایی نشده‌است‌‌همچنین او درحال تکمیل پرونده ثبت عود،سنتور و تار ایرانی است.

## آثار
آثار رسمی و منتشرشده
- قسمت دوم آلبوم ساز قصه گو، به آهنگسازی فرامرز پایور و آواز محمدرضا شجریان
- طریق عشق، به آهنگسازپرویز مشکاتیان و آواز محمدرضا شجریان
- آسمان عشق، به همراهی آواز محمدرضا شجریان
- سرو چمان، به همراهی آواز محمدرضا شجریان
- پیام نسیم، به همراهی آواز محمدرضا شجریان
- دل مجنون، به همراهی آواز محمدرضا شجریان
- یاد ایام، همراه با محمدرضا شجریان
- رسوای دل، همراه با محمد رضا شجریان
- آرام جان، همراه با محمدرضا شجریان
- دستان، همراه با محمدرضا شجریان
- بهاریه، همراه با محمدرضا شجریان
- آسمان، به همراهی آواز حمیدرضا نوربخش و گروه شهنازی
- مست هوشیار، به همراهی حمیدرضا نوربخش و گروه شهنازی
- تکنوازی سه گاه و ماهور
- تکنوازی چهارگاه و افشاری
- سخن تازه، همراه با شهرام ناظری
- صبح مشتاقان، همراه با علی جهاندار
- شور دشت، همراه با صدیق تعریف
- خونین‌شهر
- آثار غیررسمی و منتشرنشده:انتظار، آذرخش، نوبت عاشقی، دستان اجرای بن، کنسرت پاریس، سروچمان اجرای دانشگاه برکلی، پیام نسیم اجرای لوزان سوییس، افتخار آفاق، کنسرت سنندج، کنسرت نمایشگاه بین‌المللی تهران، کنسرت تبریز، کنسرت بزرگداشت حافظ (تار-سه تار)